# Józef Ptaszyński

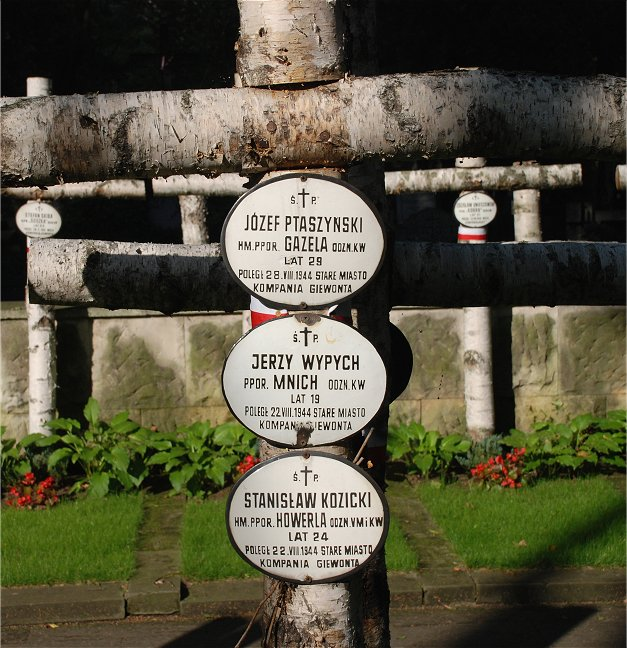
Na Powązkach Wojskowych

Józef Ptaszyński ps. Gazela, „Ptak”, „Jurek”, (ur. 8 kwietnia 1915 w Skierniewicach, zm. 28 sierpnia 1944 w Warszawie) – harcmistrz, podporucznik, uczestnik powstania warszawskiego jako zastępca dowódcy I plutonu Władysława Cieplaka w szeregach 3. kompanii „Giewont” batalionu „Zośka” Armii Krajowej. Syn Józefa.
Podczas okupacji hitlerowskiej działał w polskim podziemiu zbrojnym. Poległ 28. dnia powstania warszawskiego na Starym Mieście. Miał 29 lat. Pochowany w kwaterach żołnierzy i sanitariuszek baonu „Zośka” na Wojskowych Powązkach w Warszawie wraz z ppor. Jerzym Wypychem (ps. „Mnich”) i hm. ppor. Stanisławem Kozickim (ps. „Howerla”) (kwatera A20-4-14).
Odznaczony Krzyżem Walecznych.